# Sidney Atkinson
Sidney Atkinson (Sudáfrica, 14 de marzo de 1901-31 de agosto de 1977) fue un atleta sudafricano, especialista en la prueba de 110 m vallas en la que llegó a ser campeón olímpico en 1928. También fue un buen especialista en salto de longitud.

## Carrera deportiva
En los JJ. OO. de Ámsterdam 1928 ganó la medalla de oro en los 110 m vallas, con un tiempo de 14.8 segundos, llegando a meta por delante de los estadounidenses Stephen Anderson y John Collier (bronce con 14.9 segundos).